# غواياتايوس (بحيرة)
بحيرة غواياتايوس Laguna de Guayatayoc هي بحيرة مياه مالحة في الأرجنتين.
وتقع في دائرة كوشينوكا في مقاطعة خوخوي.
وتعتبر جزءا من صحراء ساليناس غراندس المالحة، لذا فمساحتها متغيرة حسب دورات الأمطار والجفاف. وتكون في أكبر مساحة لها في مارس وأبريل وتغطي مساحة 240 كم مربع وعمق حوالي 6 متر.
وتشتهر البحيرة أنها موطن لكثير من أنواع مختلفة من طيور النحام أو الفلامنكو. ومنها نحام جيمس ونحام الأنديز ونحام التشيلي.